# Бозна (Салаж)
Бозна (рум. Bozna) насеље је у Румунији у округу Салаж у општини Трезња. Oпштина се налази на надморској висини од 341 m.

## Становништво
Према подацима из 2002. године у насељу је живело 298 становника, од којих су сви румунске националности.